# Ammochloa
Ammochloa es un género de plantas de la familia de las Poaceas. Es originario de Eurasia y de África. Es el único género de la subtribu Ammochloinae.

## Descripción
Es un género anual con culmos geniculados ascendentes, o decumbentes; de 0,5 a 8–25 cm de long. Lígula con membrana eciliata, o ausente (1). Los márgenes de las hojas cartilaginosos. La inflorescencia es una panícula; no caduca como una unidad, o caduca; excerta. 
Las florcículas fértiles tienen lemma elíptica, u ovada; membranosa, o acartonada, o coriácea. Carece de lodículas. Tres anteras. Dos estigmas; plumosos, o pubescentes. El fruto es un cariopse con pericarpio adherente; elipsoide, u oblongo; apex rostrado. 

## Distribución
Se distribuye por Europa, África, Asia templada. 

## Taxonomía
El género fue descrito por Pierre Edmond Boissier y publicado en Diagnoses Plantarum Orientalium Novarum, ser. 1, 13: 51–52. 1854.
Etimología
Ammochloa nombre genérico que deriva de las palabras griegas ammos (arena) y chloë (hierba), en referencia a su hábitat.

## Especies
- Ammochloa involucrata Murb.
- Ammochloa palaestina Boiss.
  - Ammochloa palaestina var. intermedia Maire & Weiller
  - Ammochloa palaestina var. subacaulis (Balansa ex Coss. & Durieu) Pamp.
- Ammochloa pungens (Schreb.) Boiss.